# Erebus mirans
Erebus mirans là một loài bướm đêm trong họ Erebidae.